# 源行宗
源 行宗（みなもと の ゆきむね）は、平安時代後期の公卿・歌人。三条源氏、参議・源基平の子。官位は従三位・大蔵卿。

## 経歴
白河朝初頭の承保元年（1074年）従五位下に叙爵し、皇太弟・実仁親王の昇殿を聴される。永保3年（1083年）侍従に任官し、次いで昇殿も聴されて白河天皇の身近に仕えた。応徳2年（1085年）に実仁親王が没しているが、行宗は応徳3年（1086年）従五位上、寛治元年（1087年）右兵衛佐に叙任されている。
白河院政期に入っても院昇殿を聴されて引き続き白河上皇の身辺に仕え、寛治5年（1091年）正五位下、寛治8年（1094年）従四位下、嘉保2年（1095年）従四位上と昇進を重ねる。しかし、娘が輔仁親王の室となったことで白河法皇に警戒されたためか、以降長きに亘って昇進が停滞した。
元永2年（1119年）11月末に輔仁親王が没すると、翌元永3年（1120年）正月に行宗は修理権大夫に任ぜられる。保安4年（1123年）正月に崇徳天皇が践祚するとまもなく行宗は昇殿を許され、さらに11月に近江介に補せられると、同月の大嘗会において悠紀国司として正四位下に叙せられ、24年ぶりの叙位に与っている。
その後、時期は不明ながら待賢門院（藤原璋子）の昇殿も聴されて、保延5年（1139年）には女院の御給で従三位に叙せられて76歳にして公卿に列した。公卿昇進後も引き続き大蔵卿を務めるが、保延6年（1140年）子息の雅重の紀伊守任官と引き替えに大蔵卿を辞し、以降は越前権守のみを帯びた。
康治2年（1143年）2月16日に出家し、同年12月24日に薨去。享年80。

## 人物
歌人として活躍し、家集に『行宗集』がある。源師頼・源顕仲・源師時・源国信・源俊頼らとの交流が知られ、『金葉和歌集』以下の勅撰和歌集には27首が入る。また、漢詩も作ったという。

## 官歴
『公卿補任』による。
- 承保元年（1074年） 11月21日：従五位下（大嘗会東宮御給）、東宮昇殿（東宮・実仁親王）
- 永保3年（1083年） 2月1日：侍従。3月19日：昇殿
- 応徳3年（1086年） 正月7日：従五位上（簡一）
- 寛治元年（1087年） 12月13日：右兵衛権佐
- 寛治5年（1091年） 正月7日：正五位下（佐労）
- 寛治8年（1094年） 正月7日：従四位下（佐）
- 時期不詳：院昇殿
- 嘉保2年（1095年） 正月17日：従四位上（院未給）
- 元永3年（1120年） 正月28日：修理権大夫
- 保安3年（1122年） 11月19日：昇殿
- 保安4年（1123年） 10月18日?：新帝昇殿。11月6日：近江介。11月19日：正四位下（大嘗会悠紀）
- 時期不詳：待賢門院昇殿
- 保延4年（1138年） 正月22日：大蔵卿
- 保延5年（1139年） 正月4日：従三位（行幸院賞、女院御給）
- 保延6年（1140年） 3月：越前権守（卿労）、辞大蔵卿（以雅重申任紀伊守）
- 康治2年（1143年） 閏2月16日：出家（越前権守従三位）。12月24日：薨去

## 系譜
- 父：源基平
- 母：藤原良頼の娘
- 妻：藤原季仲の娘
  - 男子：源行時
- 妻：源基綱の娘
  - 男子：源雅重（?-1164）
  - 男子：行海（1109-1181）
  - 男子：任覚（1109-1181）
  - 男子：行暁（1114-1202）
  - 男子：倫円（1116-1204）
  - 男子：行雲
- 生母不明の子女
  - 男子：源有通 - 藤原成通養子
  - 男子：琳円
  - 男子：行仁
  - 男子：行智
  - 男子：行増
  - 女子：輔仁親王妃
- 養子
  - 養女：兵衛佐局